# Abfractie

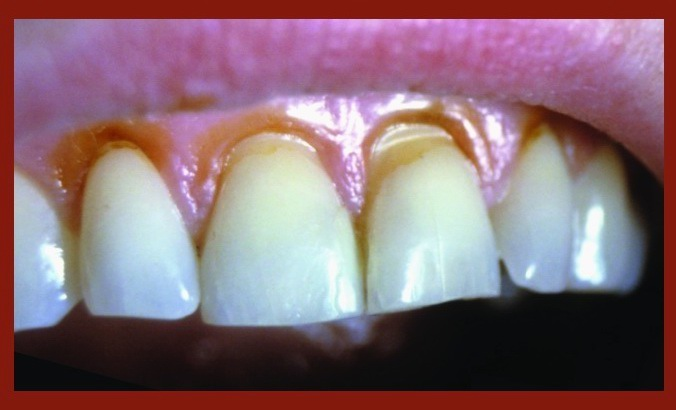
Abfractie

Onder Abfractie wordt in de tandheelkunde het afbreken van een stukje glazuur dat van de tand of kies breekt verstaan. Meestal wordt dit veroorzaakt door interne spanningen in de tand. Deze interne spanningen worden bijvoorbeeld veroorzaakt door klemmen.